# Andrés de Tapia Motelchiuh
Don Andrés de Tapia Motelchiuhtzin Huitznahuatlailótlac († 1530 in Aztatlan) war ein indigener Gouverneur und cuauhtlato in der ehemals aztekischen Hauptstadt Tenochtitlán.

## Leben
Motelchiuhtzin war niederer sozialer Herkunft; durch herausragende Leistungen war er jedoch im aztekischen Heer in den Kriegeradel aufgestiegen. Er nahm an dem mit völliger Aufopferung geführten Verteidigungskampf um Tenochtitlán teil und wurde gemeinsam mit Cuauhtémoc und Tlacotzin am 13. August 1521 auf dem Texcoco-See ergriffen und anschließend gefoltert, um das Versteck des Goldes aus Tenochtitlán zu verraten. Cortés setzte ihn im Jahr 1525/26 als ersten Nichtangehörigen des alten Fürstenhauses der Tenōchca als Gouverneur in Tenochtitlán ein. Da die Stadt durch die Kämpfe zerstört war, residierte er in der ca. 350 km südöstlich gelegenen, neugegründeten Stadt Nochixtlán. In Ermangelung fürstlicher Abstammung wurde Motelchiuhtzin nicht als Tlatoani anerkannt; er regierte jedoch für weitere zwei Jahre als cuauhtlato.
Auf einer Expedition der Spanier nach Teocolhuacan zu den Chichimeken, an der Motelchiuhtzin teilnahm, wurde er in Aztatlan von einem Pfeil tödlich verwundet. Er hinterließ einen Sohn mit Namen Hernando de Tapia.